# Carl Nesjar
Carl Nesjar, né le 6 juillet 1920 à Larvik et mort le 23 mai 2015 à Oslo, est un sculpteur, peintre, 
graphiste et photographe norvégien. Il est connu pour ses collaborations avec Pablo Picasso : pendant près de vingt ans, il a été l'artiste qui transformait les dessins et les modèles réduits de Picasso en grandes sculptures publiques.

## Biographie
Carl Carlsen naît à Larvik, en Norvège et grandit dans le sud de la Norvège puis dans le quartier de Bay Ridge, dans l'arrondissement (borough) de Brooklyn à New York aux États-Unis. Il suit des études d'art au Pratt Institute et à l'Université Columbia à New York, ainsi qu'à Oslo et à Paris.
Au début de sa carrière, il a pris le nom de Carl Nesjar : Nesjar désigne en norvégien la région côtière autour de Larvik.

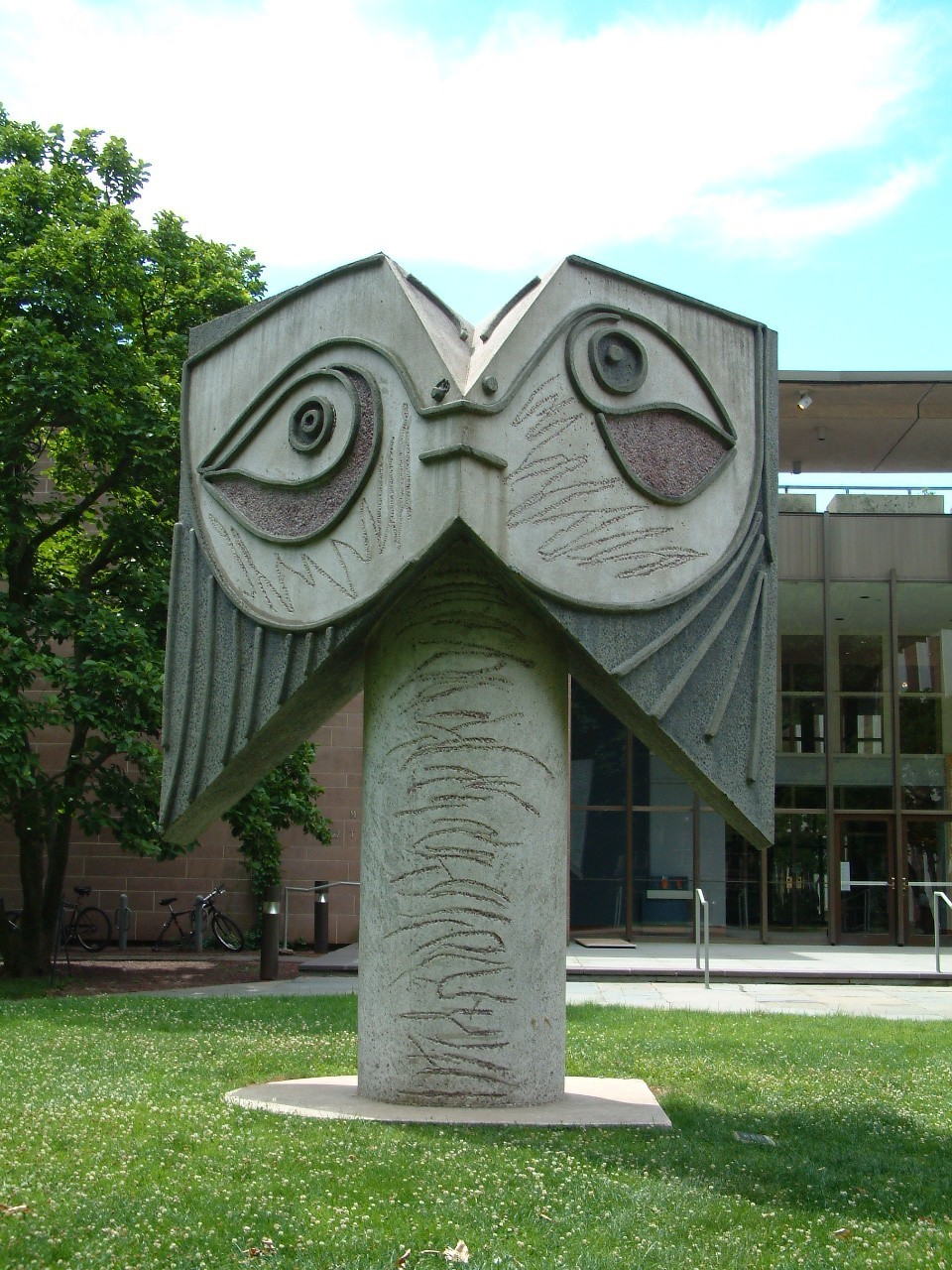
Tête de femme, sculpture dessinée par Picasso en 1962, créée par Carl Nesjar en 1971, campus de l'université de Princeton.

Il épouse en 1955 la peintre et graphiste norvégienne Inger Sitter (en) dont il divorce en 1967.
Nesjar travaille avec l'architecte norvégien Erling Viksjø sur une méthode particulière de sculpture en béton appelée Betograve (en) ; la présentation de cette technique à Pablo Picasso débouche sur une collaboration durable entre les deux hommes, qui commence par la réalisation d'une version de la sculpture Tête de femme en gravier et en béton en 1958,. Au cours des 15 années suivantes, Nesjar et Picasso créent plus de 30 sculptures ensemble, situées sur les campus de l'université de New York, de l'université de Princeton et du Massachusetts Institute of Technology, ainsi que dans des espaces publics en Norvège, en France, en Espagne et en Israël.

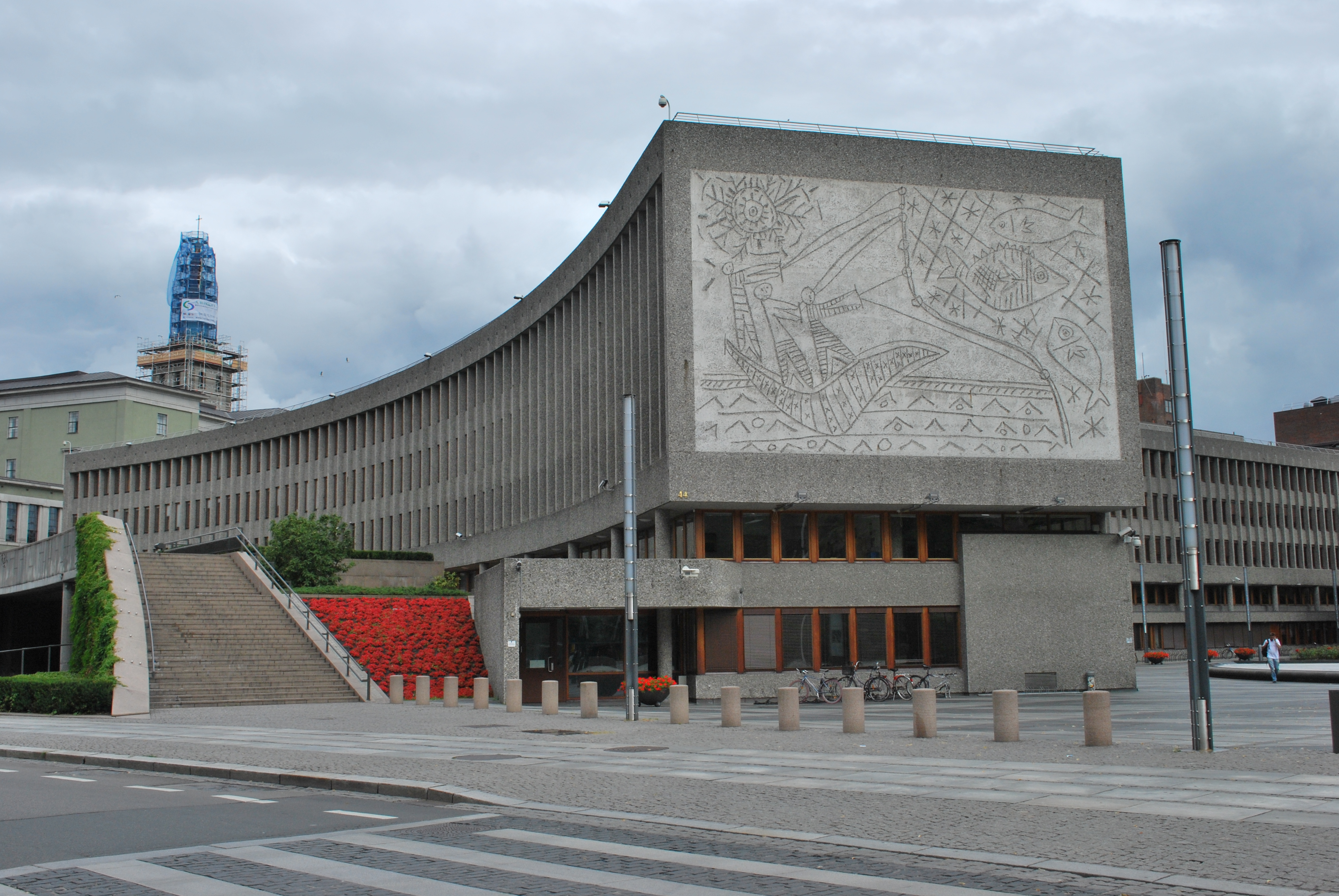
La fresque Les Pêcheurs sur le "Bloc Y" dans le Regjeringskvartalet à Oslo en août 2008.

Au début des années 1960, Picasso et Nesjar séjournent en France au château de Castille à Uzès, une bastide médiévale agrandie au XVIIe siècle, que Gabriel Joseph de Froment, baron de Castille, acquiert en 1785 et fait restaurer au début du XIXe siècle ; en 1950, le château est acheté par le critique et historien d'art britannique Douglas Cooper qui le rénove et y installe sa collection d'art contemporain. Sur commande de Cooper, Picasso y crée en 1962-1963 cinq fresques, incisées dans du béton par Carl Nesjar, sur le mur d'une loggia aménagée dans le jardin et attenante au château,, en s'inspirant des Sabines de Jacques-Louis David et du Déjeuner sur l'herbe d'Édouard Manet.
En 1959 et en 1968 Nesjar réalise des fresques sur béton d'après des dessins de Pablo Picasso pour deux bâtiments conçus par Erling Viksjø dans le Regjeringskvartalet (quartier du gouvernement) au centre d'Oslo : la fresque Les Pêcheurs, pesant 250 tonnes, est installée sur la façade du bâtiment dit "Bloc Y" (surnommé ainsi à cause de sa forme), La Mouette, une œuvre de 60 tonnes, dans le hall du  même bâtiment ; La Plage, Satyre et Faune et une autre version des Pêcheurs sont installés sur le "H-Block",. Le 22 juillet 2011, l'attentat commis par le terroriste d'extrême-droite Anders Behring Breivik dans le Regjeringskvartalet tue 8 personnes et endommage plusieurs façades des bâtiments. En 2013-2014, le gouvernement norvégien décide la démolition des locaux du locaux du "Bloc Y" dont l'entretien n'est plus viable économiquement ; en juillet 2020, les fresques murales sont retirées du bâtiment gouvernemental qui est démoli, et sont stockées à l'abri. Nesjar réalise une fresque suivant la même technique sur la façade du nouveau siège de l'Ordre des architectes de Catalogne (Colegio de Arquitectos de Cataluña) à Barcelone.
Carl Nesjar réalise également des fontaines, notamment une série dite « fontaines de glace » dans plusieurs villes, notamment en 1983 à Buffalo dans l'état de New York et à Flaine en Haute-Savoie, en septembre 2008.
Nesjar a également tout au long de sa carrière pratiqué la photographie, en s'intéressant à des motifs de la nature : glace, eau, rivages rocheux.
Carl Nesjar meurt à Oslo le 23 mai 2015 à l'âge de 94 ans,.

## Galerie

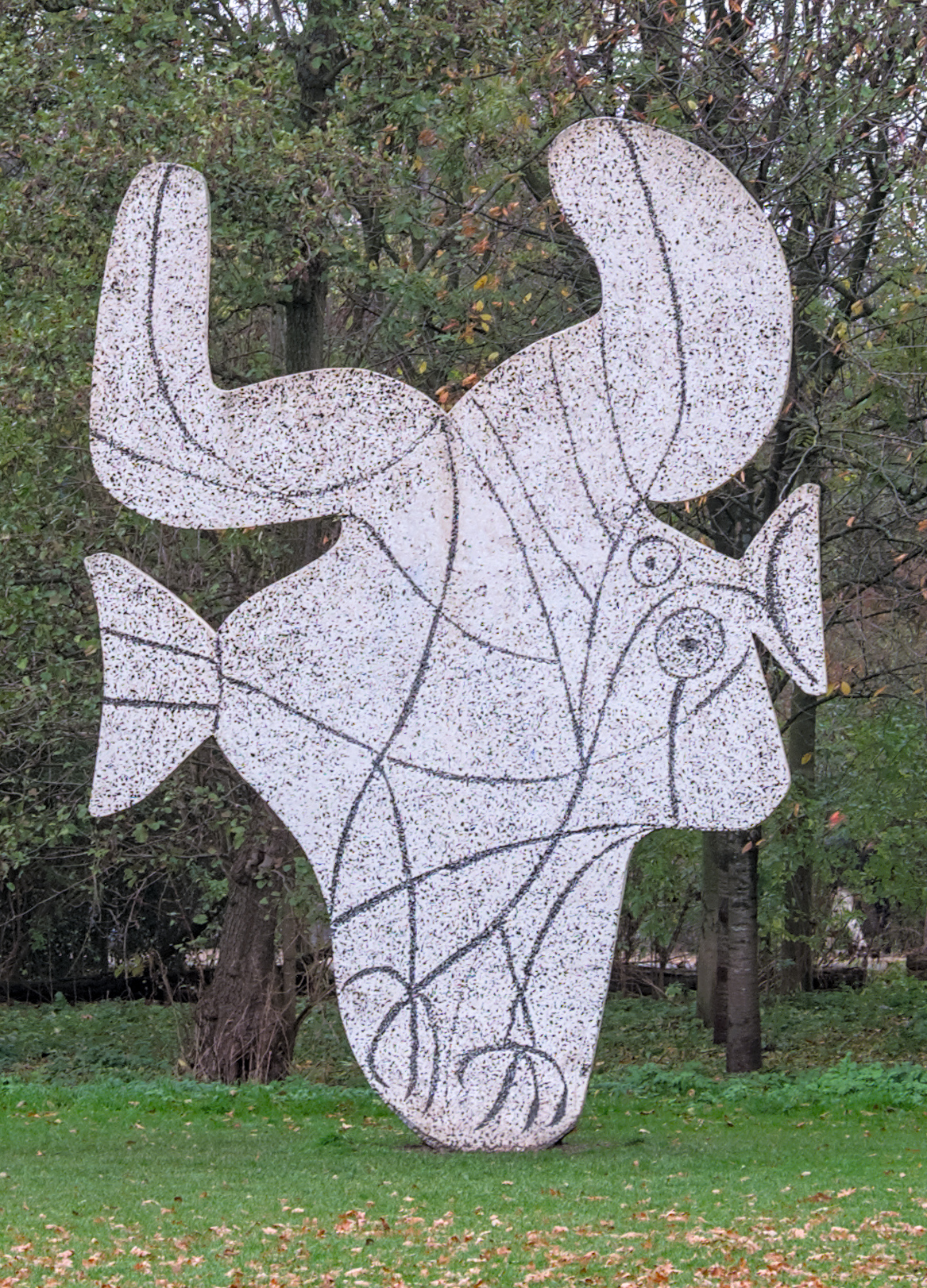
Fisken au Vondelpark d'Amsterdam, 1965.
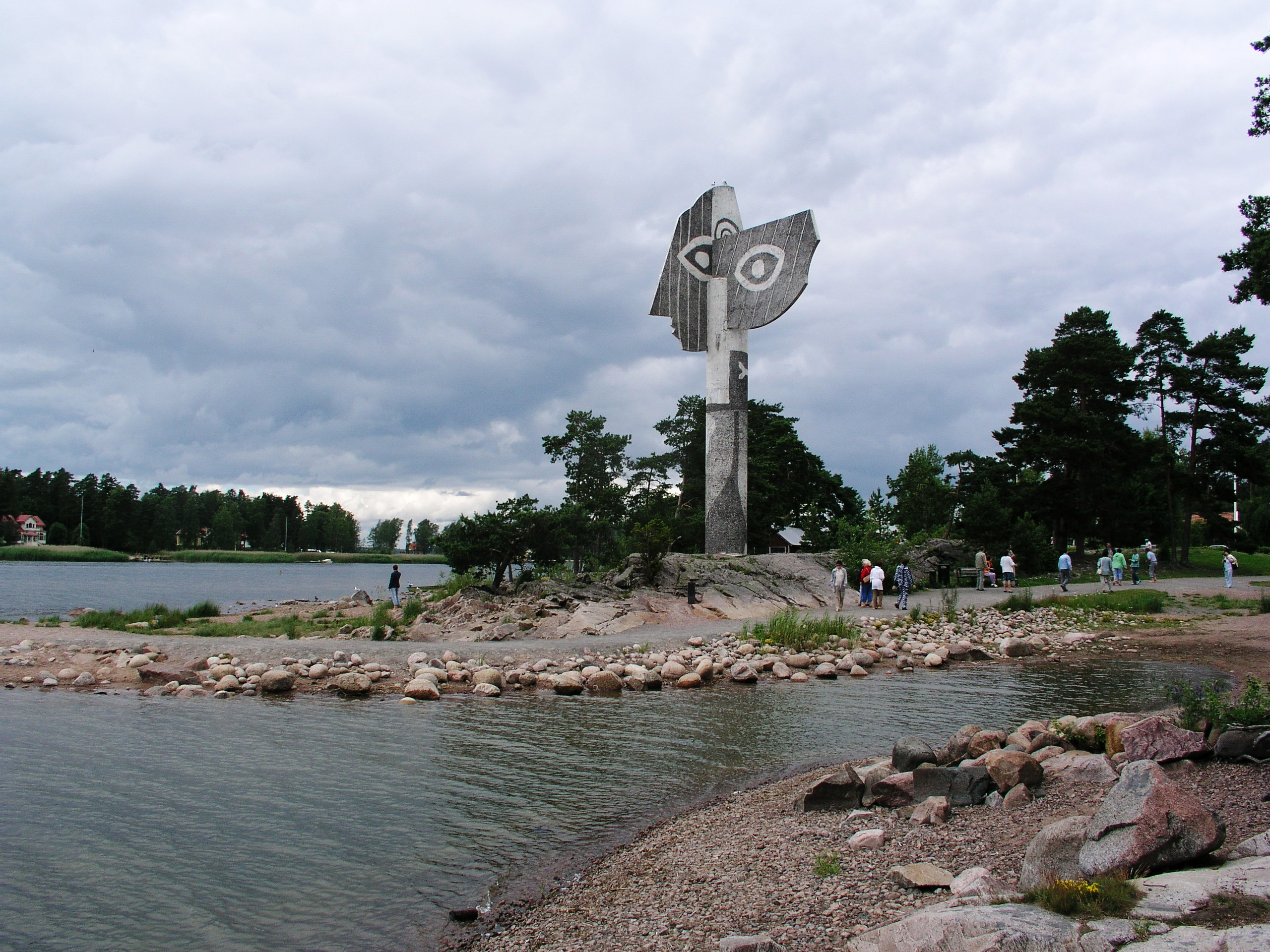
Jacqueline à Kristinehamn, Suède.
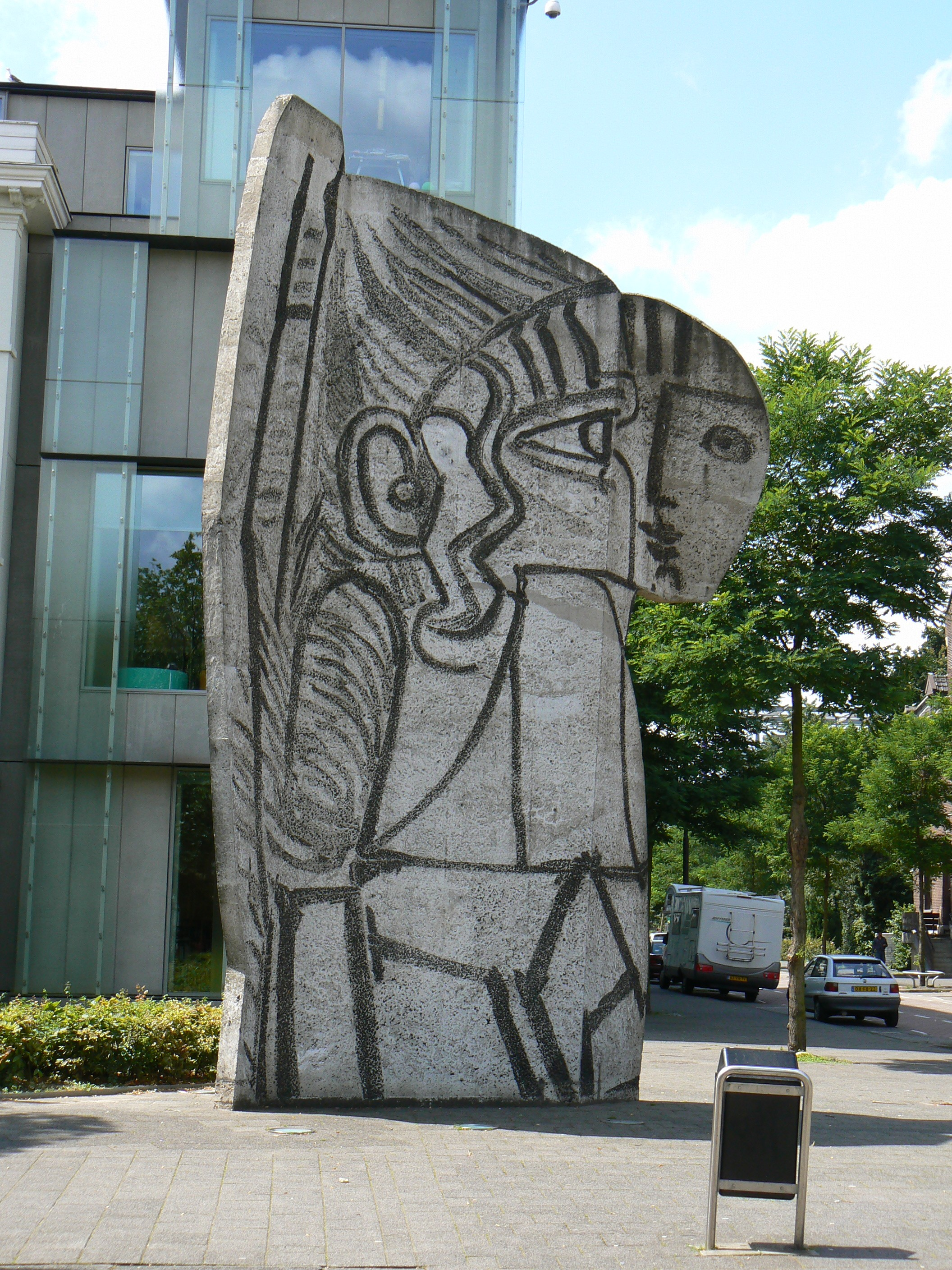
Sylvette à Rotterdam, 1970[16].
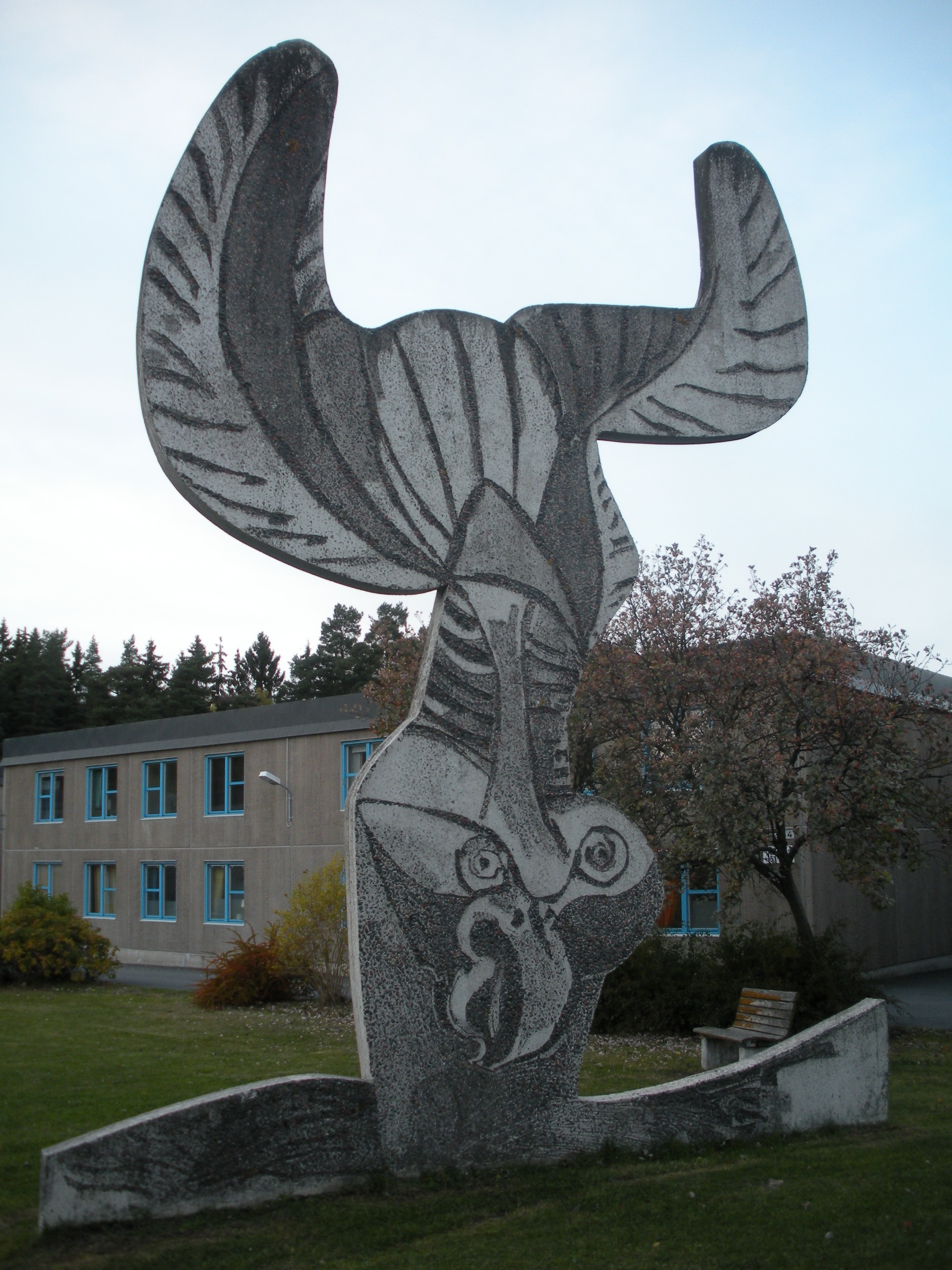
Diving seagull à Kungshamra dans la commune de Solna en Suède.
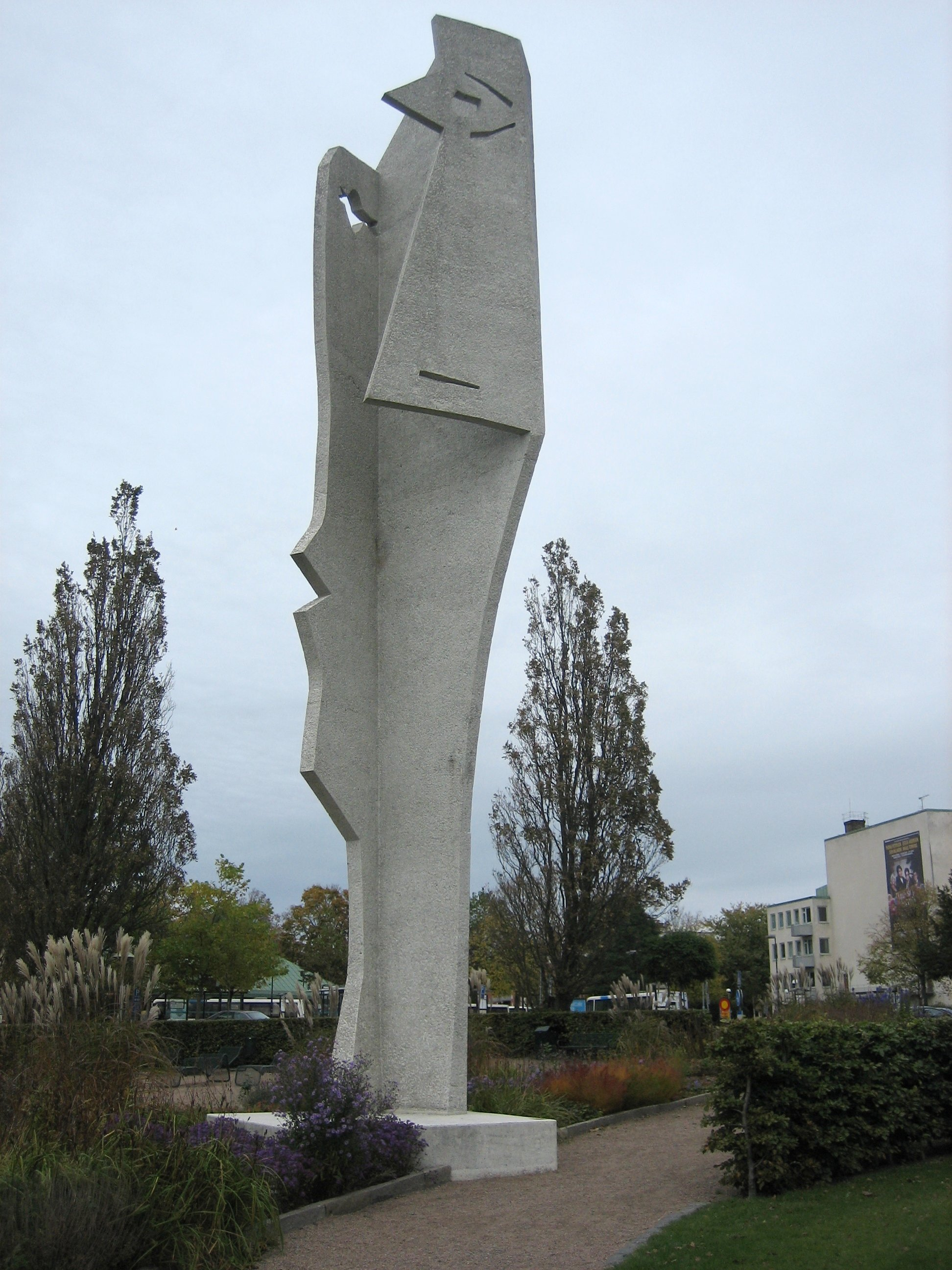
Tête de femme à Halmstad en Suède.
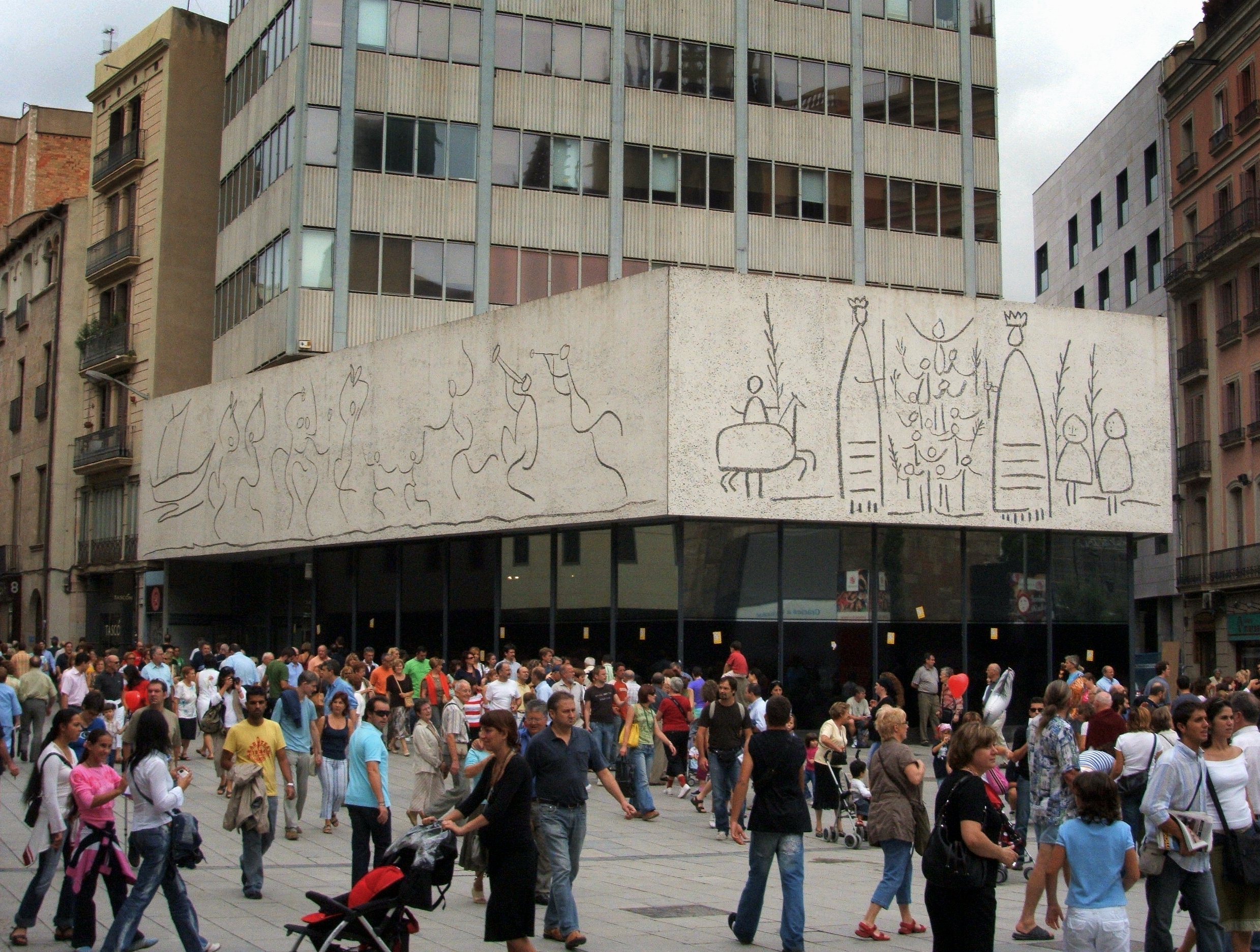
Fresque de Nesjar d'après un dessin de Picasso sur la façade du siège de l'Ordre des architectes de Catalogne à Barcelone.
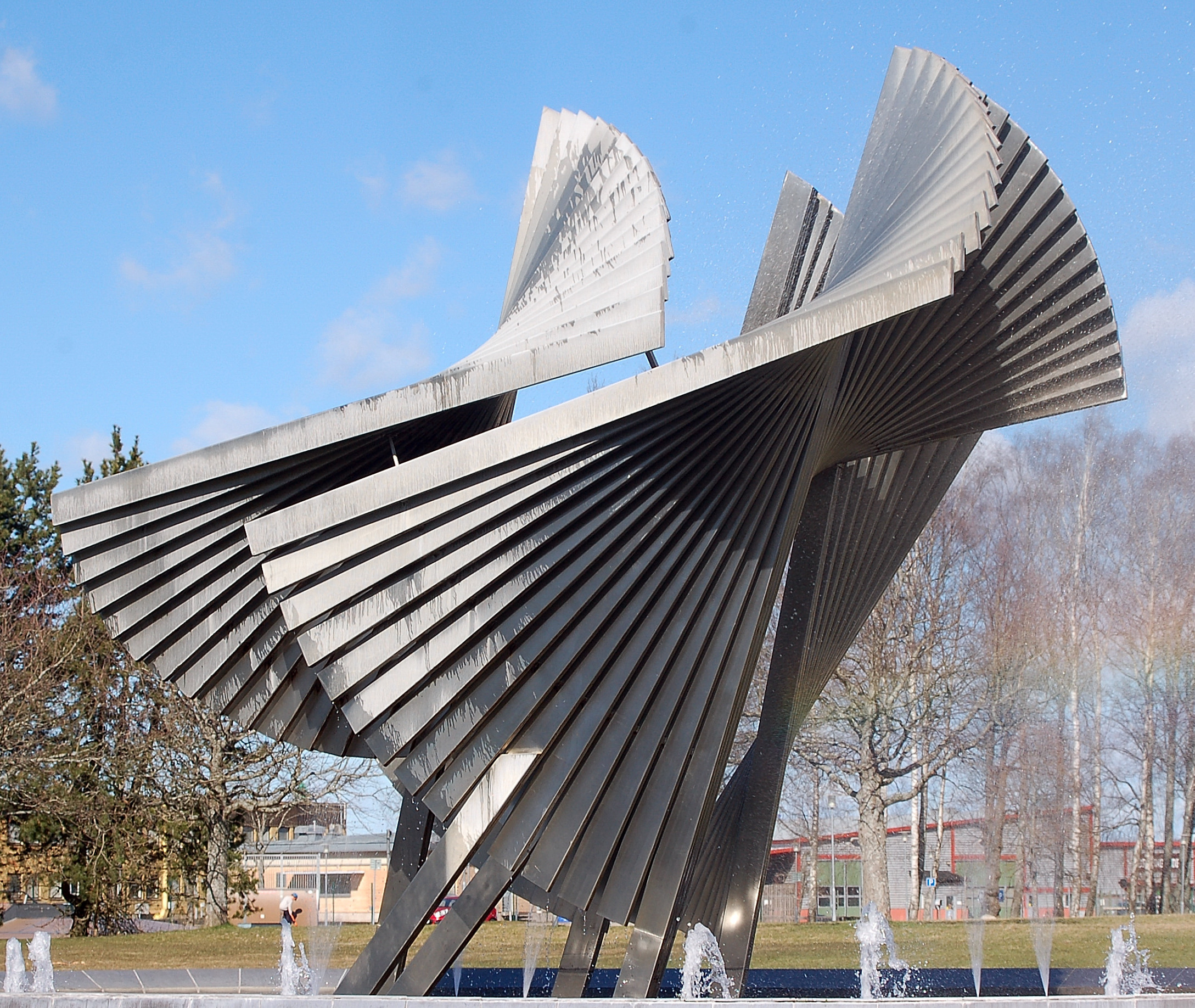
Fontaine à Kristinehamn en Suède, 2006.

## Publications
- (no) « Kunst i betong », Arkitektur N,‎ 1959.
- (en) « The Artist and the Museum », Curator. The Museum Journal., vol. 3, no 2,‎ avril 1960, p. 107-117.

## Expositions
- janvier - février 1965 : Kunst i Betong, Kunstnernes Hus, Oslo

puis 29 mai - 11 juillet 1965 : Musée d'Art moderne Louisiana, Humlebæk.
- 24 mai - 14 septembre 2008 : Carl Nesjar : retrospektiv utstilling, Haugar Vestfold Kunstmuseum, Tønsberg[17].
- 9 mai - 1er juin 2024 : Carl Nesjar: The Photographer, galerie Brandstrup, Oslo[13].

## Distinctions
- Chevalier de l'ordre des Arts et des Lettres (1997)
- Commandeur de l'ordre de Saint-Olaf (2011)[18].